# Your Latest Trick
«Your Latest Trick» («Твоя остання примха») — композиція англійської групи Dire Straits, яка вийшла на студійному альбомі Brothers in Arms, а також на концертному альбомі — On the Night, та ж концертна версія з'явилась у збірці Sultans of Swing: The Very Best of Dire Straits. Також, повноформатна студійна версія пісні, була включена у збірку The Best of Dire Straits & Mark Knopfler: Private Investigations.